# 알렉세이 부덜린
알렉세이 부덜린(에스토니아어: Aleksei Budõlin, 러시아어: Алексе́й Влади́мирович Буды́лин 알렉세이 블라디미로비치 부딜린[*], 1976년 4월 5일~)은 에스토니아의 유도 선수이다. 2000년 하계 올림픽 남자 하프 미들급에서 포르투갈의 누노 델카도와 함께 동메달을 획득했다. 또한 2001년 세계 선수권 대회에서 은메달, 2003년 세계 선수권 대회에서 동메달을 획득했다.